# Saint-Vénérand
Saint-Vénérand è un comune francese di 56 abitanti situato nel dipartimento dell'Alta Loira della regione dell'Alvernia-Rodano-Alpi.

## Storia

### Simboli
Il globo è attributo di san Bruno, titolare della locale chiesa parrocchiale; l'abete ricorda che più della metà del territorio comunale è ricoperta da boschi; le fasce ondate rappresentano il fiume Allier, le spighe di segale l'agricoltura.

## Società

### Evoluzione demografica
Abitanti censiti